# Connarus suberosus
Connarus suberosus é uma espécie  de planta com flor pertencente à família Connaraceae.
A autoridade científica da espécie é Planch., tendo sido publicada em Linnaea 23: 433. 1850.

## Brasil
Esta espécie  é nativa e endémica do Brasil, podendo ser encontrada nas Regiões Norte, Nordeste, Centro-Oeste e Sudeste. Em termos fitogeográficos pode ser encontrada no domínio do Cerrado.
Ocorrem dois táxons infra-específicos no Brasil:
- Connarus suberosus var. fulvus (Planch.) Forero
- Connarus suberosus var. suberosus